# エティエンヌ・ド・ラ・ボエシ
エティエンヌ・ド・ラ・ボエシ（フランス語: Étienne de La Boétie [etjɛn də la bɔesi] ( 音声ファイル)、また[bwati]、[bɔeti] 、1530年11月1日 - 1563年8月18日）は、フランスの裁判官、人文主義者。エティエンヌ・ド・ラ・ボエティやラ・ボエシーと表記されることもある。

## 略歴
サルラ＝ラ＝カネダ生まれ。両親とも法官貴族の家系であったが、早くに孤児となり叔父に養育され、父と同じ法官の道を歩んだ。
オルレアン大学に進み、法学や人文学を学んだ。オレルアン大学の卒業論文として、23歳の頃に『自発的隷従論』を執筆した。（親友であるモンテーニュは「16歳」「18歳」の頃の著作と述べているが、実際には大学卒業時の23歳の時である。堀田善衞著「ミシェル城館の人　第1巻」より)
「圧制は支配される側の自発的な隷従によって永続する」という支配・被支配構造の正統性の本質を見抜いたとされる。この論文は筆稿として当時の知識人の間で広く読まれた。後にも大革命時の1789年や1792年にも新刊が出された。
1554年ボルドーの高等法院に評定官として着任。1561年1月に出されたオルレアン寛容勅令に対しては「混乱を招く」とし、建言書「正月勅令に対する意見書」を執筆した。ボルドーの高等法院同僚のミシェル・ド・モンテーニュと親交を深くした。
1563年8月18日、ペストとみられる病症で死亡した。詩人、翻訳家、著作家としてパリにも名を知られる存在であった。臨終の床でモンテーニュに「死はそれほどに悪いものではないさ」と語り、自分の死を悲しむ人々に逆に慰めの言葉をかけつつ死去した。

## 著作

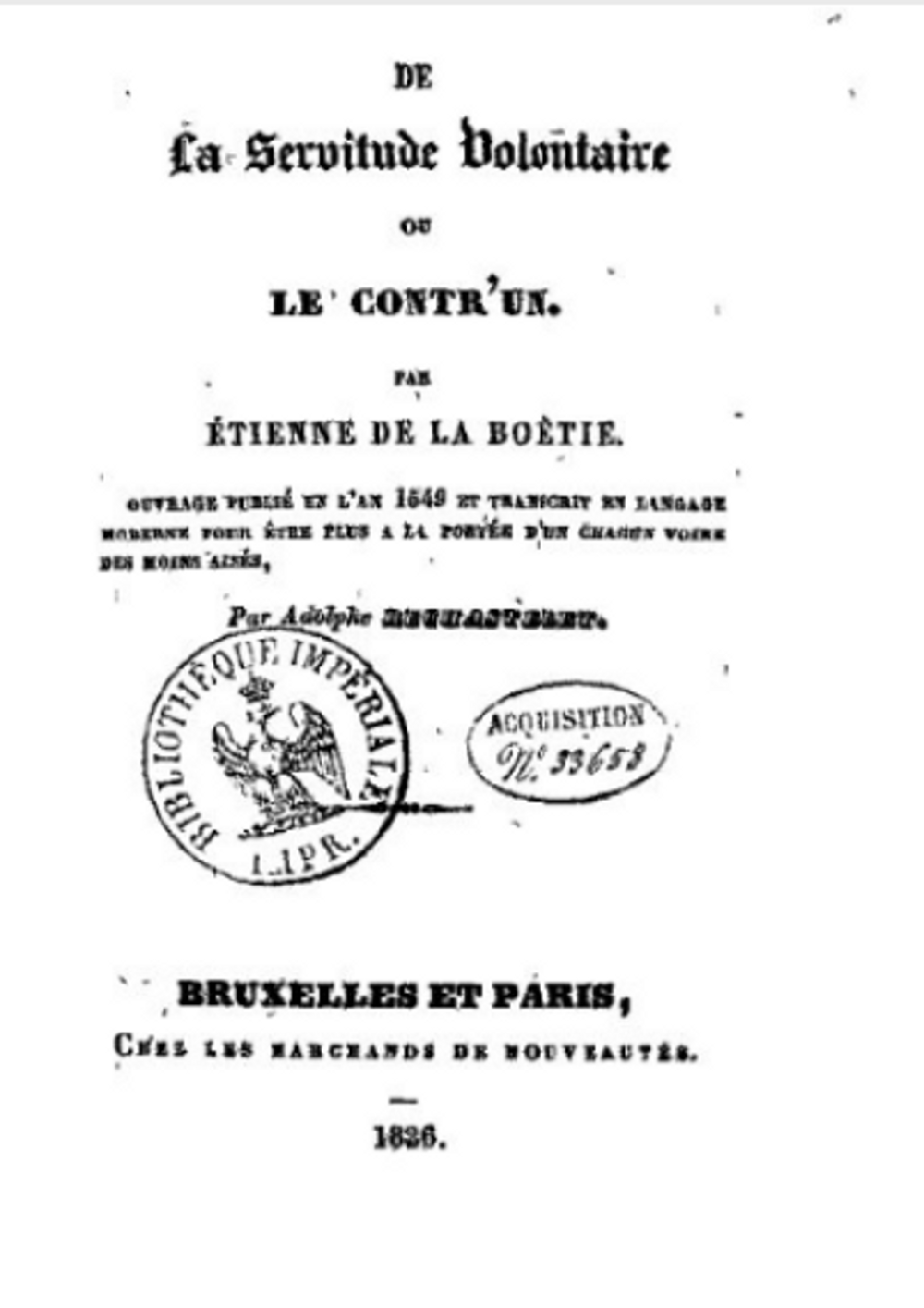
1549年に出版された『自発的隷従論』

- エティエンヌ・ド・ラ・ボエシ 著、山上浩嗣 訳『自発的隷従論』西谷修 監修・解説、筑摩書房〈ちくま学芸文庫 ラ-11-1〉、2013年11月6日。ISBN 978-4-480-09425-4。 - 注釈：付論 「服従と自由についての省察」（シモーヌ・ヴェイユ）、「自由、災難、名づけえぬ存在」（ピエール・クラストル）。

## 関連文献
- 斎藤美奈子「《今週の名言奇言 (週刊朝日)》　自発的隷従論　エティエンヌ・ド・ラ・ボエシ著／西谷修監修／山上浩嗣訳」『週刊朝日』2014年1月24日号、朝日新聞出版、2014年1月16日。